# محطة قطار جنين مسكين
محطة جنين مسكين هي محطة قطار جزائرية تقع في إقليم بلدية زهانة ، ولاية معسكر .

## موقع في السكك الحديدية
تم إنشاء المحطة على ارتفاع 363,440 م  ، وتقع عند نقطة الكيلومتر (PK) 15,405 من الخط من وادي تليلات إلى بشار ، حيث تسبقها محطة زهانة وتتبعها محطة أولاد علي .

## تاريخ المحطة
خلال فترة الاستعمار الفرنسي للجزائر ، كانت المحطة تسمى محطة لوريرز-روزيس .
تم افتتاح المحطة في عام 1877 عندما تم افتتاح القسم من سانت باربي دو تليلات إلى سيدي بلعباس من الخط من سانت باربي دو تليلات إلى وجدة   · .

## خدمة الركاب

### خدمة
تخدم محطة جينيان مسكين القطارات الإقليمية:
- وهران - سيدي بلعباس ؛
- وهران - تلمسان .

## المٌلاحظات والمراجع
1. ↑  Jacques Poggi (1931). Les chemins de fer d'intérêt général de l'Algérie : aperçu historique, organisation actuelle, programme d'avenir. Paris: Larose..
2. ↑  Henri Lartilleux (1949). Géographie des chemins de fer français. Édition Librairie Le Chaix. ج. 3. {{استشهاد بكتاب}}: تجاهل المحلل الوسيط |شهر= لأنه غير معروف، ويقترح استخدام |تاريخ= (مساعدة).
3. ↑  باسكال بجوي[الإنجليزية]تصنيف:صفحات بها وصلات إنترويكيتصنيف:صفحات بها وصلات مقالات للترجمة من الإنجليزية؛ Luc Raynaud؛ J-P Vergez-Larrouy (1992). Les chemins de fer de la France d'outre-mer. La Regordane. ج. 2. ص. 272. ISBN:978-2906984134. {{استشهاد بكتاب}}: تأكد من صحة قيمة |مؤلف= (مساعدة) وتجاهل المحلل الوسيط |شهر= لأنه غير معروف، ويقترح استخدام |تاريخ= (مساعدة)صيانة الاستشهاد: أسماء عددية: قائمة المؤلفين (link) صيانة الاستشهاد: أسماء متعددة: قائمة المؤلفين (link).

## أنظر أيضا

### مَقالات ذات صلة
- خط من وادي تليلات إلى بشار
- قائمة محطات القطارات في الجزائر

### رَوابط خارجية
- "SNTF". Société nationale des transports ferroviaires (SNTF). مؤرشف من الأصل في 2025-07-02..